# Catedral de Nuestra Señora del Valle (El Tigre)
La Catedral Nuestra Señora del Valle también conocida como Iglesia Virgen del Valle es un templo católico ubicado En El Tigre, Estado Anzoátegui. Se encuentra en el casco central de la ciudad (Casco Viejo) entre las calles Bolívar, Girardot, Igualdad y Sucre. 

## Historia
El 11 de agosto de 1936 el padre Gómez Serrano celebra la primera misa en El Tigre. Antes de construirse la iglesia Nuestra Señora del Valle los sacerdotes que venían a El Tigre oficiaban en casas de feligreses.

En el año 1940 se construye la primera iglesia de El Tigre, elaborada con paredes de barro y techo de zinc. Originalmente con techo de moriche, en el cruce de las calles Bolívar y Girardot, Sucre e Igualdad. Jesús Subero (fundador de El Tigre) preparó el altar para la primera misa. Las campanas fueron “desaparecidas” y en su lugar se colocaron tubos petroleros. Estas campanas se hacían sonar para avisar de algún incendio, muy común en esos tiempos.
El área de la iglesia era una especie de plaza pública (punto de reuniones políticas, religiosas, gremiales, deportivas, etc). Dependía de la parroquia Nuestra Señora de la Candelaria de Cantaura. El padre venía de vez en cuando y realizaba bautizos. “Rafael M. Villasmil, sacerdote de la Diócesis de Guayana era el párroco de Cantaura y atendía además de Cantaura, El Tigre, San José de Guanipa, San Tomé, Santa Rosa y pueblos vecinos”. (Constantino Maradei, 1986, p.40)
El 31 de mayo de 1940, durante el ejercicio de monseñor Benítez Fontúrvel, administrador apostólico de Guayana, es elevada a parroquia la iglesia de la Virgen del Valle. Se separa de Cantaura. Su primer párroco fue monseñor Jesús Arias Barros, luego atendieron la parroquia el padre Luis Rafael Romero Mata, monseñor Francisco José Silva, el padre Antonio Colmenares, a finales de 1959, monseñor Bruno Vístoli y luego el presbítero Gabriel Vargas. Los párrocos de Cantaura que atendieron a la feligresía antes de ser elevada a parroquia fueron: Rafael M Villasmil, monseñor Francisco José Silva, Carlos Hernández y Antonio Césaro.

### Nuevo Templo

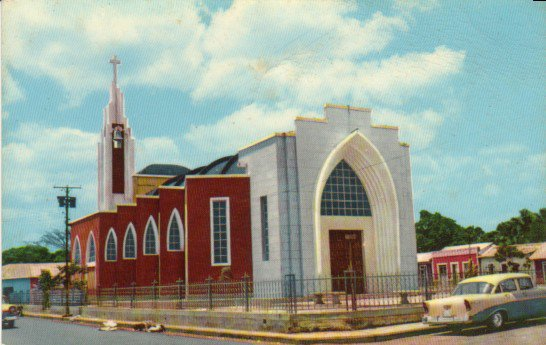

En 1949 se constituye la junta pro-templo de la iglesia Nuestra Señora del Valle. Presidenta: Nieves Bogen de González Orsini; vicepresidente: Josefina de Espinoza; secretario: Manuel Ceballos; tesorero: Espir Yabrudy; vocales: Aminta de D´Elia, Ana de Poletti, Magdalena de Key, Lola Draeger, Pancha de Draeger, Blanca de Silva, Milena Poletti, Emilio Figuera, Pbro. Luis Romero Mata (párroco). Se planifica lotería de animalitos, colectas, donaciones, etc.
El 30 de octubre de 1952 se contrató a la sociedad venezolana de estudios y construcciones para la construcción del nuevo templo. 
La construcción constaba de: tres naves, tres puertas, paredes laterales en zigzag, presbiterio, 2 sacristías, sanitarios pequeños con piso alto, Coro, Torre tras el presbiterio, 29 ventanales, nave central más alta con enrejado de ladrillo, piso de mosaico, 4 columnas sueltas, 46 bancos, 2 confesionarios, armonio, altar mayor de alabastro. Varias imágenes nuevas vía crucis, dos campanas de España. Fundación de campanas casa Cabrillo, Salamanca 1954. Peso Máximo 508 kg. Mínimo 335 kg.
El 8 de diciembre de 1953 se inauguró el templo de la Iglesia Nuestra Señora del Valle.

### Diócesis de El Tigre
El 31 de mayo de 2018 fue erigida la Diócesis de El Tigre y la Iglesia Nuestra Señora del Valle ubicada en el Municipio Simón Rodríguez fue el sitio escogido para funcionar como la nueva catedral.